# Fiennes
Fiennes je francouzská obec v departementu Pas-de-Calais v regionu Hauts-de-France. Leží mezi Calais a Boulogne-sur-Mer a v roce 2011 zde žilo 891 obyvatel.

## Sousední obce
Caffiers, Ferques, Guînes, Hardinghen, Hermelinghen, Rety

## Pamětihodnosti

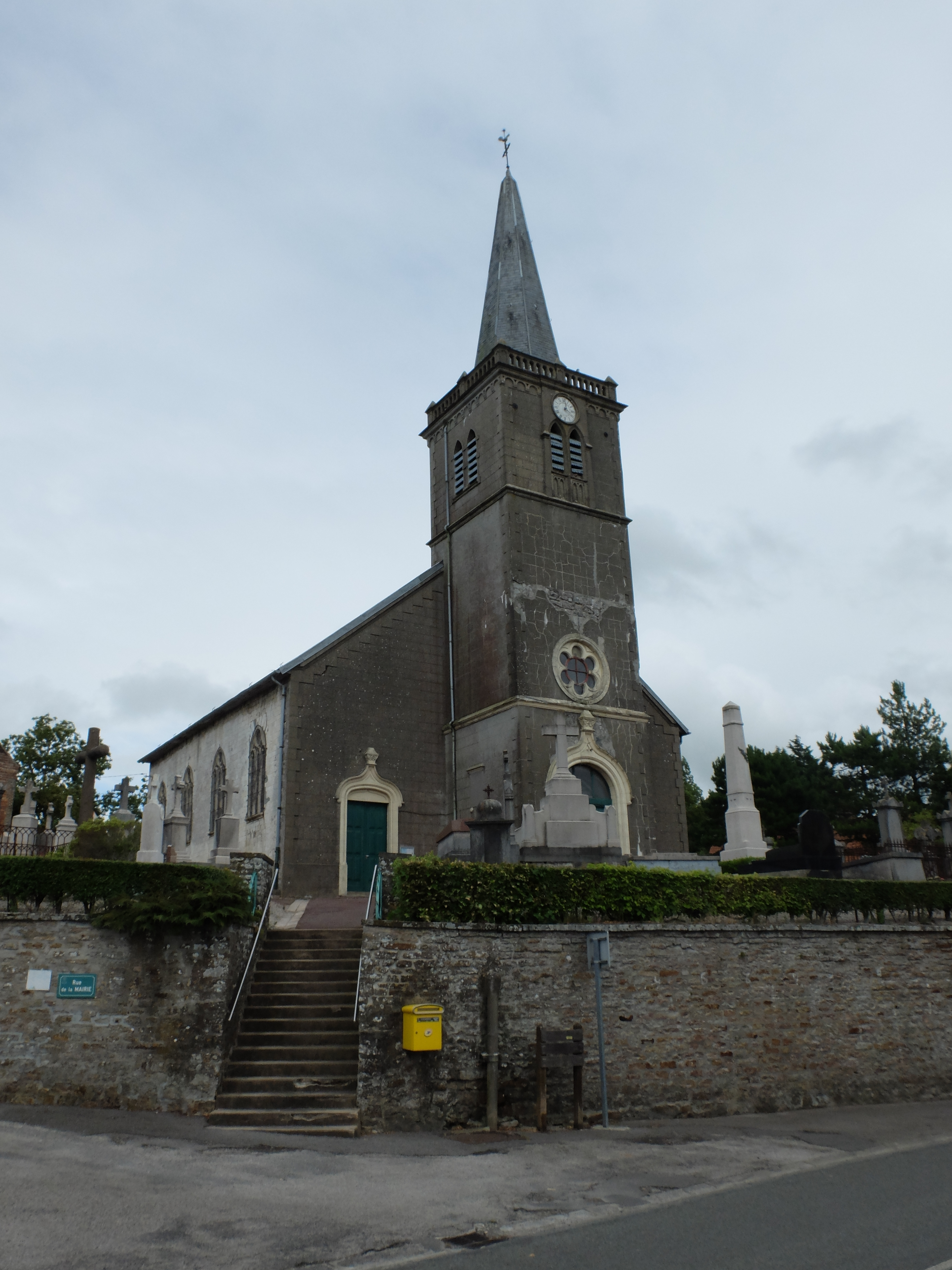
Kostel sv. Martina

- Kostel svatého Martina, prostá stavba se sedlovou střechou a čtverhrannou věží v průčelí.
- Lípa "Du Crocq" u vjezdu do obce

## Vývoj počtu obyvatel
Počet obyvatel 